# Cap Falcon
Cap Falcon är en udde i Algeriet.   Den ligger i provinsen Oran, i den norra delen av landet, 400 km väster om huvudstaden Alger.
Terrängen inåt land är platt åt sydväst, men åt sydost är den kuperad. Havet är nära Cap Falcon norrut. Runt Cap Falcon är det tätbefolkat, med 636 invånare per kvadratkilometer. Närmaste större samhälle är Oran, 16,5 km sydost om Cap Falcon.